# Aflenz
Aflenz är en kommun  i Österrike. Den ligger i distriktet Bruck-Mürzzuschlag i förbundslandet Steiermark. Huvudort är Aflenz Kurort.
Kommunen består av sex orter (Ortschaften) (inom parentes invånarantal 1 januari 2024):
- Aflenz Kurort (1 066)
- Döllach (100)
- Dörflach (192)
- Graßnitz (450)
- Jauring (506)
- Tutschach (147)

Kommunen bildades 1 januari 2015 genom en sammanslagning av kommunerna Aflenz Kurort och Aflenz Land. 